# Красуня і чудовисько
«Красу́ня і Чудо́висько» (фр. La Belle et la Bête, англ. Beauty and the Beast, ісп. La Bella y la Bestia, нім. Die Schöne und das Biest, італ. La Bella e la Bestia) —  загально європейська казка Середньовіччя.

## Історія
Вперше схожий сюжет цієї казки було опубліковано в збірці італійського письменника Джованні Франческо Страпароли в 1553 році. Та серед дослідників-літераторів версія казки «La Belle et la Bête» французької письменниці Габріели-Сюзан Барбо де Вільнев, виданої в 1740 році, вважається найпершим її варіантом. Адже саме в ній присутній теперішній класичний сюжет цієї казки, якій було присвячнено близько 100 сторінок детального опису та запозичень з норманської міфології.
Але найбільш класичною версією казки вважається оповідь Жанни-Марі Лепренс де Бомон. Опублікована в 1756 році, вона була скороченим варіантом казки Габріели-Сюзан Барбо де Вільнев і отримала найбільшу популярність в багатьох країнах Європи, й досі її доволі часто включають до книжок-збірок французьких казок (як і в минулому, коли її включали до збірки «Казки Матінки Гуски» Шарля Перро). Саме ця казка послужила прототипом для написання казок зі схожим сценарієм в багатьох європейських країнах.